# Bentley Mulsanne

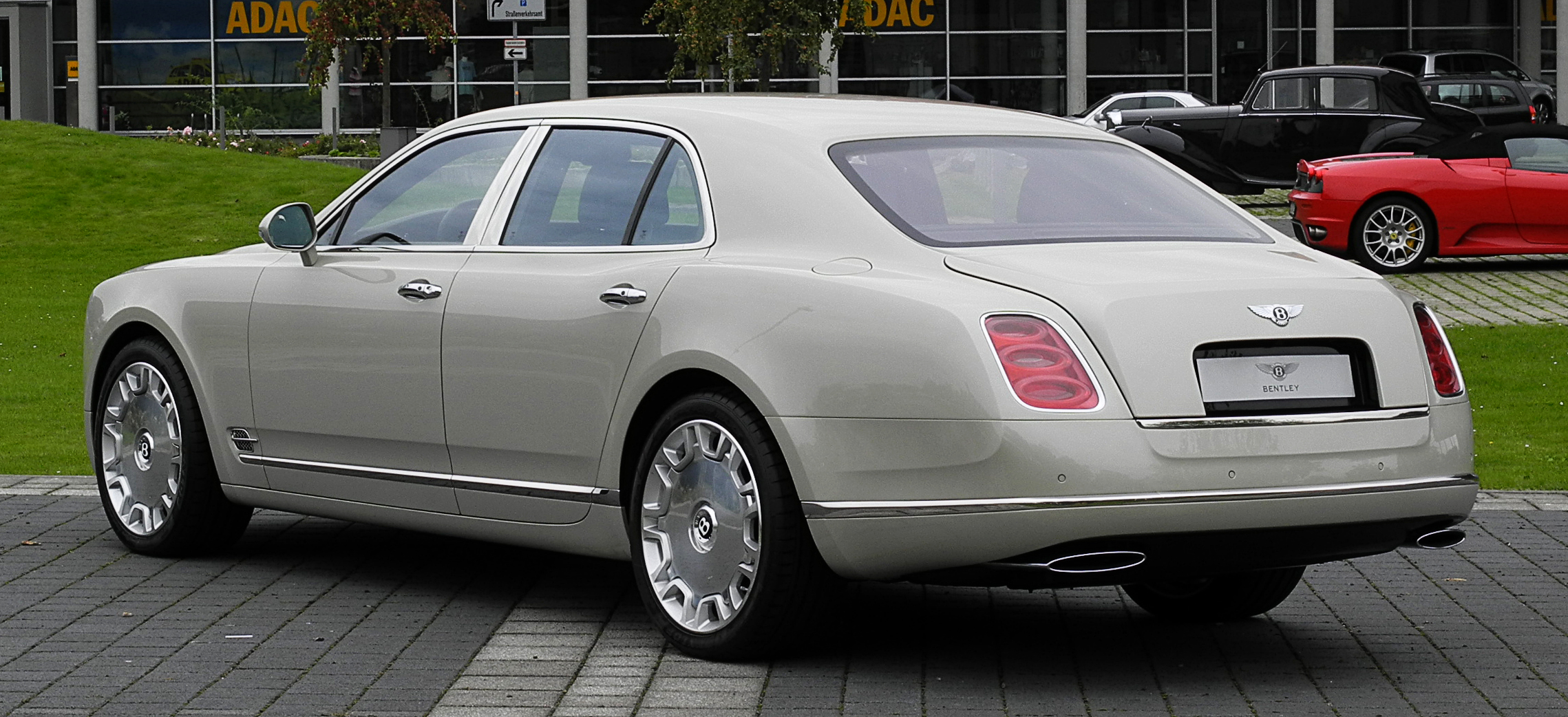
Bentley Mulsanne

Bentley Mulsanne byl vyráběn mezi roky 2010 a 2020. Producent je Bentley.

## Data
- Třída: Full-size luxusní automobil
- Body: styl, 4dveřový 2 +2 / 3 salón / sedan
- Motor: 6.75L Rolls-Royce V8
- Převodovka: 8-rychlostní automatická převodovka ZF 8HP
- Rozvor: 3266 mm
- Délka: 5575 mm
- šířka: 2208 mm
- Výška 1521 mm
- Hmotnost: 2600 kg